# Giovanni Bianchi
Pour les articles homonymes, voir Bianchi et Giovanni Bianchi (homonymie).
Giovanni Bianchi, Jean Bianchi ou Janus Plancus en latin, est un naturaliste italien, né en 1693 à Rimini et mort en 1775. 
Giovanni Bianchi est plus connu sous le nom latin Janus Plancus, sous lequel il a publié plusieurs ouvrages. Il est reçu docteur en médecine, se dévoue au service des pauvres et publie d'utiles écrits de médecine et d'anatomie, un notamment sur les Monstruosités (1749). Il avait reconstitué à Rimini l'Académie des Lyncéens.
En 1744, alors professeur d'anatomie à Sienne, il s'intéresse au cas de Caterina Vizzani, jeune femme italienne qui se faisait passer pour un homme et en publie la biographie.
Il a donné son nom à plusieurs espèces, notamment Acanthaster planci.

## Biographie
Né le 5 janvier 1695, à Rimini, vers la fin de 1747 il alla à Bologne, où il étudia la botanique, l’histoire naturelle, les mathématiques et la physique. Reçu docteur en médecine en 1719, il retourna dans sa patrie, où il se dévoua au service des pauvres ; mais son attachement pour l’Université de Bologne le ramena dans cette ville au mois d’octobre de la même année. Au commencement de 1720, il alla à Padoue, et, après y avoir suivi les écoles pendant un an, il retourna à Rimini. Ce fut là qu’il pratiqua la médecine avec un grand succès, et qu’il cultiva la botanique et l’histoire naturelle avec beaucoup d’ardeur. Dans ses différents voyages, il recueillit un grand nombre d’objets, dont il forma un très-beau cabinet d’histoire naturelle. En 1741, on le nomma professeur d’anatomie dans l’Université de Sienne ; mais l’attrait qu’avaient pour lui ses études le fit revenir à Rimini, en 1744, où il travailla à faire revivre l’Académie des Lyncéens, dont il rassemblait les membres dans sa propre maison : il en avait été nommé secrétaire à l’âge de vingt-deux ans. Cette académie, dont il publia une notice historique à la suite de la belle édition qu’il donna du Phytobasanos, fit frapper en son honneur une médaille qui représentait d’un côté son portrait, avec cette inscription : Janus Plancus Ariminensis, et de l’autre un lynx, avec ces mots : Lynceis restitutis. 

## Œuvres
- Lettere intorno alla cataratta, Rimini, 1720, in-4°.
- Epistola anatomica ad Josephum Puteum Bononiensem, Bologne, 1726, in-4°.
- Osservazioni intorno una sezione anatomica, Rimini, 1731, in-4°.
- Breve storia della vita di Catterina Vizzani romana che per ott'anni vesti abito da uomo in qualita di servidore, la quale dopo varj casi essendo in fine stata uccisa fu trovata pulcella nella sezzione del suo cadavero, Venise et Florence, 1744[1].
- Dissertazione de’ vesicatorj, Venise, 1746, in-8° : l’auteur blâme l’usage des vésicatoires.
- De Monstris et Rebus monstruosis, Venise, 1749, in-4°.
- Storia medica d'una postema nel lobo destro del cerebello, che produsse la paralisia delle membra dalla parte destra, con alcune osservazioni anatomiche fatte nella sezione, con una tavola, Rimini, 1751, in-8°.
- Discorso sopra il vitto Pitagorico, Venise, 1752, in-8° : il traite du régime pythagorique.
- Trattato de’ bagni di Pisa posti a pie' del Monte di San Giuliano, Florence, 1757, in-8°.
- Lettere sopra un gigante, Rimini, 1757, in-8°.
- Fabii Columnæ Phytobasanos, accedit vita Fabii et Lynceorum notitia, cum annotationibus, Florence, 1744, in-4°, fig. : il ajouta des notes au texte de l’ouvrage, et y fit d’autres additions considérables.
- (la) De conchis minus notis liber, Venezia, Giovanni Battista Pasquali, 1739 (lire en ligne)
- De Conchis minus notis liber, Venise, 1759, in-4°, avec 5 pl. ; autre édition augmentée du double, avec 19 pl. Les figures en sont belles. Il s’y trouve des plantes marines, ou plutôt des zoophytes, tels que des éponges.
- Divers mémoires imprimés dans les Actes de l’Académie des sciences de Sienne, les Mémoires de l’Académie des sciences de l'institut de Bologne, et dans le Journal littéraire de Florence.